# Complexo de superioridade
Complexo de superioridade refere-se a um mecanismo subconsciente de compensação neurótica desenvolvido por um indivíduo como resultado de sentimentos de inferioridade. Os sentimentos de inferioridade deste complexo específico são frequentemente despertados por rejeição social. A expressão foi criada por Alfred Adler, como parte de sua escola de psicologia individual.

## Características
Aqueles que manifestam o complexo de superioridade geralmente projetam seus sentimentos de inferioridade nos outros que percebem como seus inferiores, possivelmente pelas mesmas razões pelas quais podem ter sido colocados em ostracismo, isto é, encarando os outros como "feios" ou "estúpidos", e inferiores. Acusações de arrogância e insolência são frequentemente feitas por outrem quando se referem ao indivíduo que manifesta o complexo de superioridade.
Comportamentos relacionados a este mecanismo podem incluir uma opinião exageradamente positiva do valor e capacidade próprias, expectativas exageradamente altas em objetivos e realizações pessoais e para outrem, vaidade, vestuário extravagante (com o intuito de atrair atenções), orgulho, sentimentalismo e exaltação afetada, convencimento, tendência para desacreditar opiniões alheias, esforços direcionados à dominação daqueles considerados mais fracos ou menos importantes, credulidade  e outros.
Afastamento social, divagações e isolamento podem também estar associados ao complexo de superioridade, como forma de fugir ao medo ou falha relacionados aos sentimentos de inadequação face ao mundo real.
Os complexos de superioridade e inferioridade são frequentemente encontrados juntos como expressões diferentes da mesma patologia, e podem coexistir num mesmo indivíduo. Este complexo também pode ser causado pelo transtorno de estresse pós-traumático.